# Milton Patiño
Milton Patiño (Cali, Valle del Cauca, Colombia; 7 de marzo de 1973) es un exfutbolista colombiano. Jugaba de portero. Desde 2013 es el preparador de arqueros de Atlético Nacional, equipo con el cual fue campeón como futbolista activo.

## Trayectoria
Milton Patiño ha jugado en varios clubes del Fútbol Profesional Colombiano: Atlético Nacional, Junior, Deportes Tolima y Deportes Quindío, club que dejó a finales de 2006.
En el primer semestre del 2007 jugó con el América de Cali. Al término de la temporada fue trasferido al Deportivo Pasto, donde jugó hasta finales de 2008. En enero de 2009 fue confirmada su llegada a Millonarios como tercer arquero. Un año más tarde sale del club bogotano para jugar la temporada 2010 con el Atlético Bucaramanga, el 2011 en el Fortaleza F.C. de donde sale por decisión técnica y en el 2012 es llamado por el técnico Carlos Silva para fichar con el Unión Magdalena.

## Legado deportivo
Sus hermanos Jairo "Viejo" Patiño y Alejandro Patiño también fueron futbolistas y en la actualidad son entrenadores.
Su hijo Santiago Patiño fue contratado por el Orlando City SC en enero de 2019 tras descarte en el fútbol universitario con la Universidad Internacional de Florida donde se graduó como Administrador de Instituciones Deportivas.

## Clubes

### Como jugador
| Club                 | País     | Año         |
| -------------------- | -------- | ----------- |
| Atlético Nacional    | Colombia | 1993 - 2002 |
| Junior               | Colombia | 2003        |
| Atlético Nacional    | Colombia | 2004        |
| Deportes Quindío     | Colombia | 2004        |
| Junior               | Colombia | 2005        |
| Deportes Tolima      | Colombia | 2005        |
| Deportes Quindío     | Colombia | 2006        |
| América de Cali      | Colombia | 2007        |
| Deportivo Pasto      | Colombia | 2007 - 2008 |
| Millonarios          | Colombia | 2009        |
| Atlético Bucaramanga | Colombia | 2010        |
| Fortaleza            | Colombia | 2011        |
| Unión Magdalena      | Colombia | 2012        |

### Como preparador de arqueros
| Club              | País     | Año           |
| ----------------- | -------- | ------------- |
| Atlético Nacional | Colombia | 2013-presente |

## Estadísticas como jugador

### Resumen estadístico
Según referencias:
| Competición       | Partidos | Goles |
| ----------------- | -------- | ----- |
| Primera División  | 302      | 3     |
| Segunda División  | 85       | 0     |
| Copa Colombia     | 13       | 0     |
| Copa Libertadores | 1        | 0     |
| Copa Sudamericana | 1        | 0     |
| Total carrera     | 402      | 3     |

### Goles anotados
| #  | Fecha                | Torneo    | Club             | Res. | Equipo Adv      | Modo       | Arquero Rival  |
| -- | -------------------- | --------- | ---------------- | ---- | --------------- | ---------- | -------------- |
| 1. | 20 de abril de 2003  | Primera A | Junior           | 2-2  | América de Cali | Penal      | Rufay Zapata   |
| 2. | 10 de mayo de 2003   | Primera A | Junior           | 2-1  | Millonarios     | Penal      | Héctor Burguez |
| 3. | 20 de agosto de 2004 | Primera A | Deportes Quindío | 2-1  | Envigado FC     | Tiro libre | Jaime Gómez    |

## Palmarés

### Campeonatos nacionales
| Título                | Club              | País     | Año  |
| --------------------- | ----------------- | -------- | ---- |
| Campeonato colombiano | Atlético Nacional | Colombia | 1994 |
| Campeonato colombiano | Atlético Nacional | Colombia | 1999 |

### Copas internacionales
| Título          | Club              | País     | Año  |
| --------------- | ----------------- | -------- | ---- |
| Copa Merconorte | Atlético Nacional | Colombia | 1998 |
| Copa Merconorte | Atlético Nacional | Colombia | 2000 |